# Campeões do Mundo
Campeões do Mundo é uma peça de teatro do dramaturgo brasileiro Dias Gomes. Foi encenada pela primeira vez em 4 de novembro de 1980 no Teatro Vila-Lobos, do Rio de Janeiro.

## Sinopse
Ambientado nos anos do Regime militar no Brasil (1964–1985), conta a história de um grupo de revolucionários que sequestram o embaixador dos Estados Unidos para reivindicar aos militares a publicação de um manifesto e a soltura de presos políticos, tendo como pano de fundo a Copa do Mundo FIFA de 1970.